# Rath (Nideggen)
Rath ist ein Stadtteil von Nideggen im Kreis Düren, Nordrhein-Westfalen.

## Lage
Rath liegt an einem aufsteigenden Berghang zur Eifel, der Mausauel, in der Rureifel im Nationalpark Eifel nördlich von Nideggen auf etwa 380 m über NHN. Von Rath aus kann man fast die gesamte Kölner Bucht übersehen. Der Kölner Dom und das Siebengebirge sind bei klarem Wetter gut zu erkennen.
Nachbarorte sind Leversbach (Gemeinde Kreuzau), Zerkall und Nideggen.

## Geschichte
Bis 1804 gehörte das Dorf zur Herrschaft Drove. Danach kam Rath zuerst kirchlich und später auch verwaltungsmäßig zu Nideggen. Der Name Rath, der Ortsnamenforschung als typischer Wald- und Rodename geläufig, deutet auf eine fränkische Gründung des Ortes hin. Bodenfunde lassen auf eine römische Besiedelung in den ersten Jahrhunderten nach Christus schließen.
Rath wurde erstmals in einer Lehensurkunde der Herren von Heinsberg und Blankenheim aus dem Jahre 1307 erwähnt.

## Verkehr
Über gut ausgebaute Landstraßen ist der Ort von Nideggen und von Leversbach her erreichbar. Busse des Rurtalbus verbinden über den Linienweg der Linie 221 die Orte. Bis zum 31. Dezember 2019 wurde diese Linie von der Dürener Kreisbahn betrieben.
| Linie | Verlauf |
| ----- | --- |
| 221   | Düren Bf/ZOB – StadtCenter – Kaiserplatz – Krauthausen – Niederau – Kreuzau – Winden – Leversbach – Rath – Nideggen |

## Fremdenverkehr

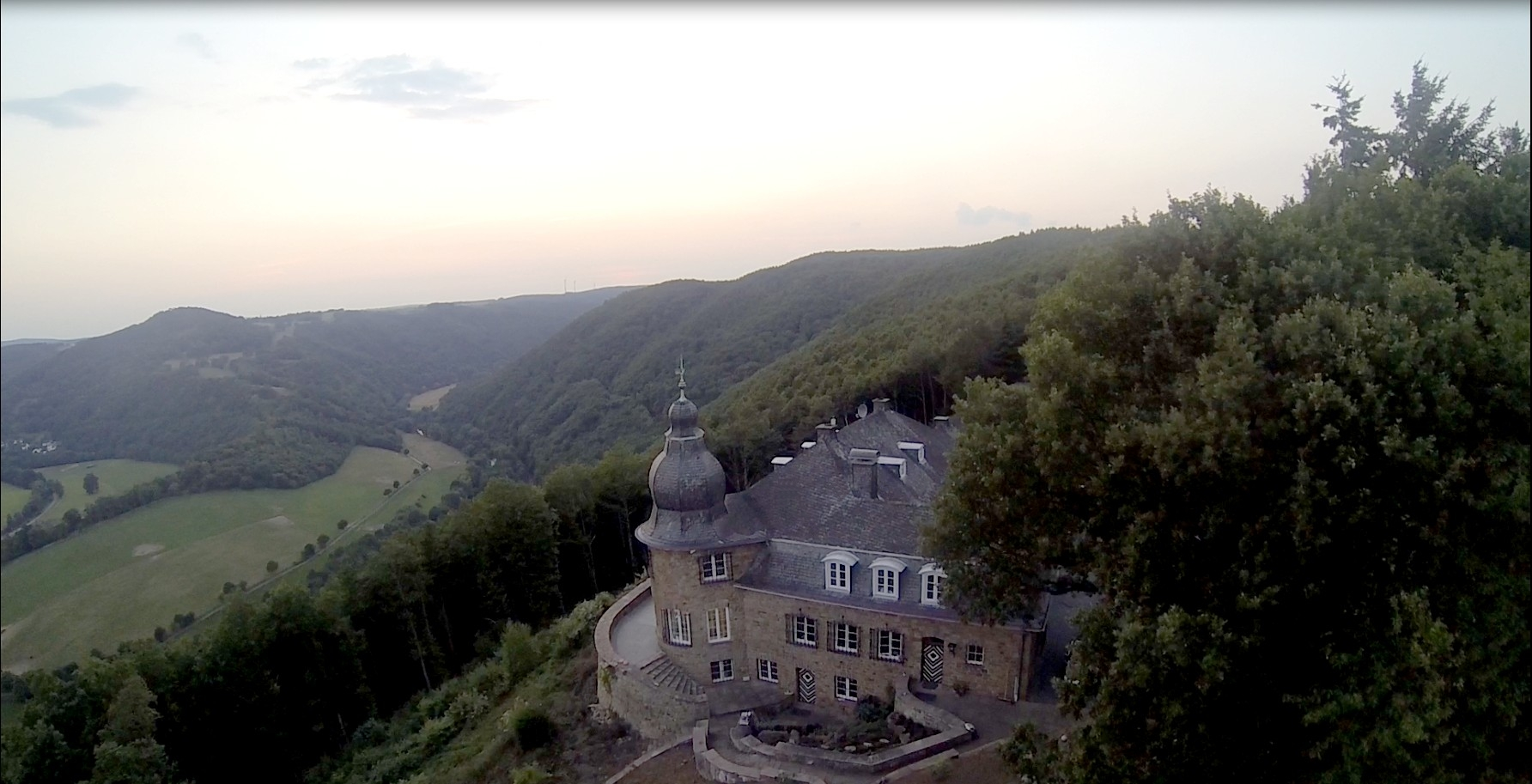
Luftbild von Schloss Kickley in Nideggen-Rath

Hotels und Gästehäuser stehen für den Tourismus zur Verfügung. Wanderwege, insbesondere der Felsenrundgang, sind gut ausgebaut. Blicke von den Buntsandsteinfelsen, zum Beispiel der Christinenley oder der Kickley, in das Rurtal sind bemerkenswert.

## Verein
- Männer- und Jünglingsverein „Eintracht Rath“ 1909 e. V.

## Kirche

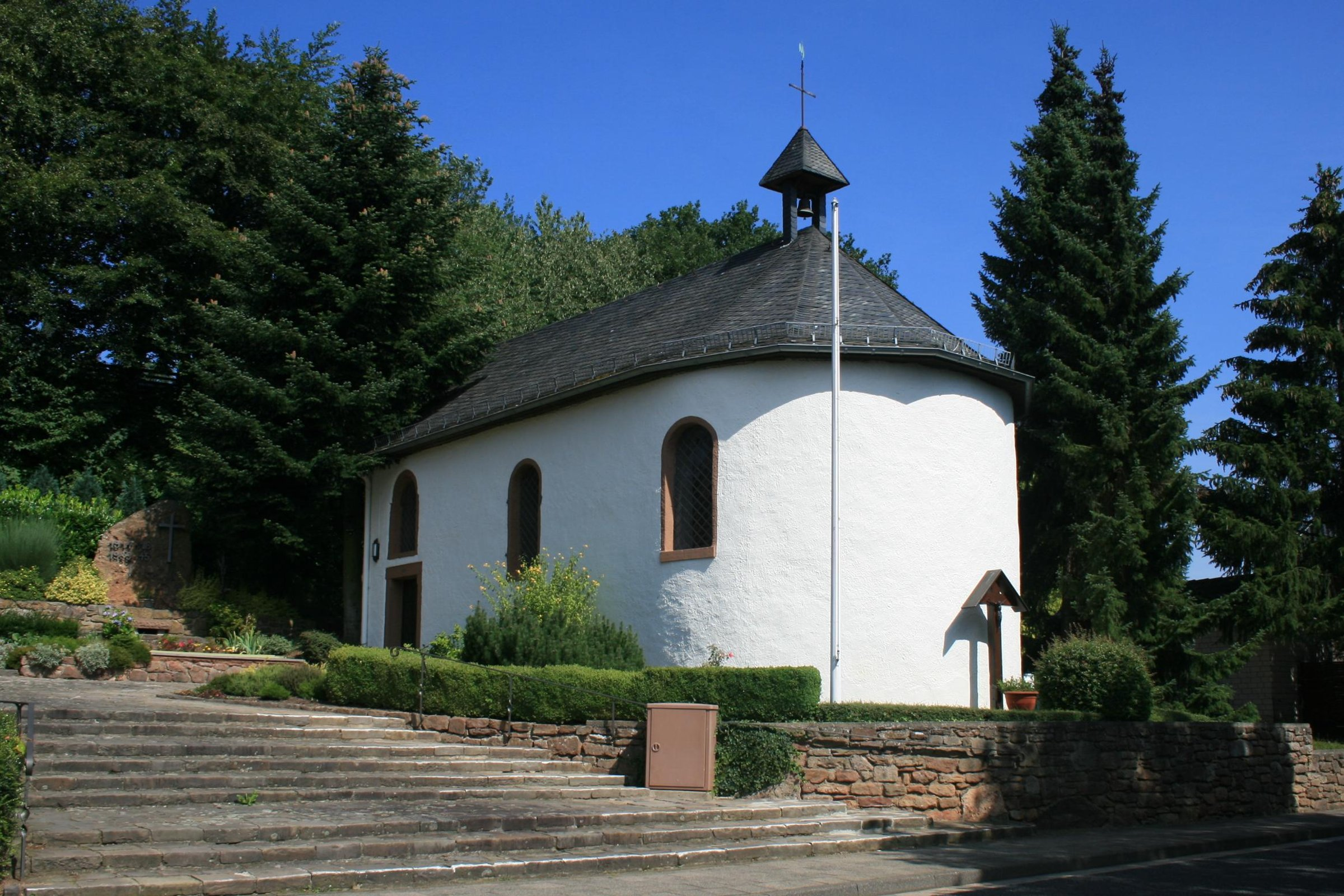
Antoniuskapelle und Pfarrhaus, erbaut im 19. Jh.

Die Antoniuskapelle aus dem 13. Jahrhundert ist aus behauenem Buntsandstein gebaut. Bis zum Ersten Weltkrieg bestand neben dem Kirchenbau eine Eremitage.

## Persönlichkeiten
- Jean Löring (1934–2005), Präsident und Mäzen des SC Fortuna Köln, wohnte in Rath